# Ga đường sắt cao tốc Chương Hóa
Chương Hóa (tiếng Trung: 彰化; bính âm: Zhānghuà) là ga đường sắt ở huyện Chương Hóa, Đài Loan phục vụ bởi Đường sắt cao tốc Đài Loan.